# Ясодаман I
Ясодаман I — правитель древнеиндийского государства Западных Кшатрапов в III веке.

## Биография
Ясодаман I был вторым сыном махакшатрапа Дамасены. По предположению некоторых исследователей, старший сын Дамасены Вирадаман, объявленный наследником престола, мог умереть раньше отца, поэтому власть перешла к Ясодаману. Ясодаман правил в течение короткого времени: его монеты в качестве кшатрапа датируются 160 годом сакской эры (238 год н. э.), а нумизматический материал с обозначением Ясодамана как махакшатрапа относят к 160 году сакской эры (239 год н. э.) С. Кайлаш в связи с этим отмечал, что преждевременная смерть обоих братьев могла быть неслучайной. По высказыванию П. Тэндона, либо Ясодаман и Вирадаман пали на войне, либо погибли в ходе длящейся борьбы за власть, «когда братоубийство считалось в порядке вещей». Э. Рэпсон связывал этот период с узурпацией Исварадатты.
Преемником Ясодамана стал его младший брат Виджаясена.